# 3458 Бодуня
3458 Бодуня (3458 Boduognat) — астероїд головного поясу, відкритий 7 вересня 1985 року.
Тіссеранів параметр щодо Юпітера — 3,479.